# Melalgus amoenus
Melalgus amoenus is een keversoort uit de familie boorkevers (Bostrichidae). De wetenschappelijke naam van de soort is voor het eerst geldig gepubliceerd in 1911 door Lesne.